# Брак (город в Германии)
Брак (нем. Braak) — община в Германии, в земле Шлезвиг-Гольштейн.
Входит в состав района Штормарн. Подчиняется управлению Зик. Население составляет 837 человек (на 31 декабря 2010 года). Занимает площадь 7,54 км².